# Penny Tai
Penny Tai (caratteri cinesi: 戴佩妮; pinyin: Dái Peìnī; Johor, 22 aprile 1978) è una cantante e compositrice malese naturalizzata taiwanese.
Sin dal suo debutto nel 2000, ha pubblicato sette album.

## Biografia
Penny Tai è nata a Johor, in Malaysia, da una famiglia di origini Hakka. Ha iniziato a scrivere canzoni all'età di 17 anni, partecipando alla gara di composizione canora Halo a Kuala Lumpur; questa fu la piattaforma che aveva lanciato già in precedenza la carriera di un'altra famosa cantante malaysiana, Fish Leong. Nel 1999, le fu offerto un contratto dalla EMI Music (Taiwan), così Penny si trasferì a Taiwan per seguire la sua carriera di cantante e compositrice. Ha pubblicato il suo primo album autointitolato, Penny, a gennaio del 2000.
Sul mercato, viene proposta dalla sua compagnia come una cantautrice di talento, responsabile sia della composizione che della pubblicazione delle proprie canzoni. Ogni singola canzone che Penny ha registrato finora è stata scritta e composta da lei stessa.
Nel 2006 ha vinto il premio come "Miglior Compositrice" ai Golden Melody Awards, per la canzone "Crazy Love" (canzone che dà il titolo al suo album del 2005).
La sua canzone più popolare internazionalmente, finora, è stata la sigla finale della famosa serie di Drama taiwanese Meteor Garden-Meteor Garden II, intitolata "Ni yao de ai" (l'amore che vuoi).

## Discografia

### Album
1. Penny (1º febbraio 2000)
2. How's That? (怎样) (22 gennaio 2001)
3. Just Sing It (13 aprile 2002)
4. No Penn, No Gain (24 marzo 2003)
5. So Penny (9 febbraio 2004) - raccolta più nuove canzoni
6. Crazy Love (爱疯了) (31 marzo 2005)
7. iPenny (6 ottobre 2006)
8. Who I Am (10 giugno 2008)
9. Forgive Me For Being The Girl I Am (原谅我就是这样的女生) (16 maggio 2009)
10. <Rosa multiflora> Live Concert (野蔷薇) (16 settembre 2010)
11. On the Way Home (回家路上) (1 novembre 2011)
12. Unexpected (純屬意外) (27 maggio 2013)
13. Thief (賊) (13 Agosto 2016)